# ウスバカマキリ
ウスバカマキリ（薄葉蟷螂、薄葉鎌切、Mantis religiosa）はカマキリ目カマキリ科に属する昆虫。別名、ヨーロッパカマキリ。

## 分布
ヨーロッパ、アフリカ、アジア、北アメリカに分布。北アメリカには移入されたものもが広がったと考えられる。日本では北海道、本州、四国、九州、南西諸島に分布するが、オオカマキリやハラビロカマキリなどに比べて数は少ない。しかし世界的には最も普遍的に見られる広域分布種である。

## 特徴
オスは52-66mm、メスは59-66mm。
オオカマキリなどに比べ羽部の色が薄い。緑色型と褐色型が普通だが、稀に黄金型もいる。鎌の基節内側に黒斑または黒地に白の斑を持つ。。ウスバカマキリのメスは、交尾が始まる前からオスの頭を食いちぎってしまう。オスは頭部がなくても、腹部の組織の働きによって交尾の動きを制御することができる。。
日本では特異な草原にしか生息しない。また、一部の地域では、準絶滅危惧種、絶滅危惧I類に指定されている。
全国的に生息地は限られている。生息環境の消失や悪化が原因となり、個体数が激減する可能性が高い。
餌は主他の昆虫類。